# Otto May (Agronom)
Otto May (* 6. Juli 1833 in Würzburg; † 3. April 1914 in München) war ein  Gutsinspektor, langjähriger Generalsekretär des Landwirtschaftlichen Vereins in Bayern und Honorarprofessor an der landwirtschaftlichen Abteilung der Technischen Universität München.

## Leben und Wirken
Otto May studierte Naturwissenschaften an der Technischen Hochschule in München und arbeitete 1854 für mehrere Monate als wissenschaftlicher Assistent an der Landwirtschaftlichen Zentralschule in Weihenstephan. Ab 1855 war er Verwalter und ab 1857 Inspektor mehrerer größerer Güter. 1863 übernahm er eine Stelle als Hauptlehrer an der Kreisackerbauschule in Bayreuth. 1879 wurde er zum Generalsekretär des Landwirtschaftlichen Vereins in Bayern gewählt. Von 1879 bis 1895 redigierte er die "Zeitschrift des Landwirtschaftlichen Vereins in Bayern und ab 1896 die "Vierteljahresschrift des Bayerischen Landwirtschaftsrates".
May förderte nachhaltig das landwirtschaftliche Vereins- und Genossenschaftswesen in Bayern und organisierte landwirtschaftliche Ausstellungen. Er war ein beliebter Redner  auf Versammlungen und galt jahrzehntelang als „Vollblut-Agronom“ in Bayern. Aufgrund seiner umfassenden Kenntnisse auf den Gebieten der Naturwissenschaften und seiner langjährigen Erfahrungen in der praktischen Landwirtschaft wurde er 1879 zum Honorarprofessor an der landwirtschaftlichen Abteilung der Technischen Hochschule München ernannt. Bis zu seinem Tode hielt er dort Vorlesungen über „Speziellen Pflanzenbau“. Für seine herausragenden Verdienste um die bayerische Landwirtschaft wurde ihm 1909 den Titel Hofrat verliehen.